# Marga Carlier

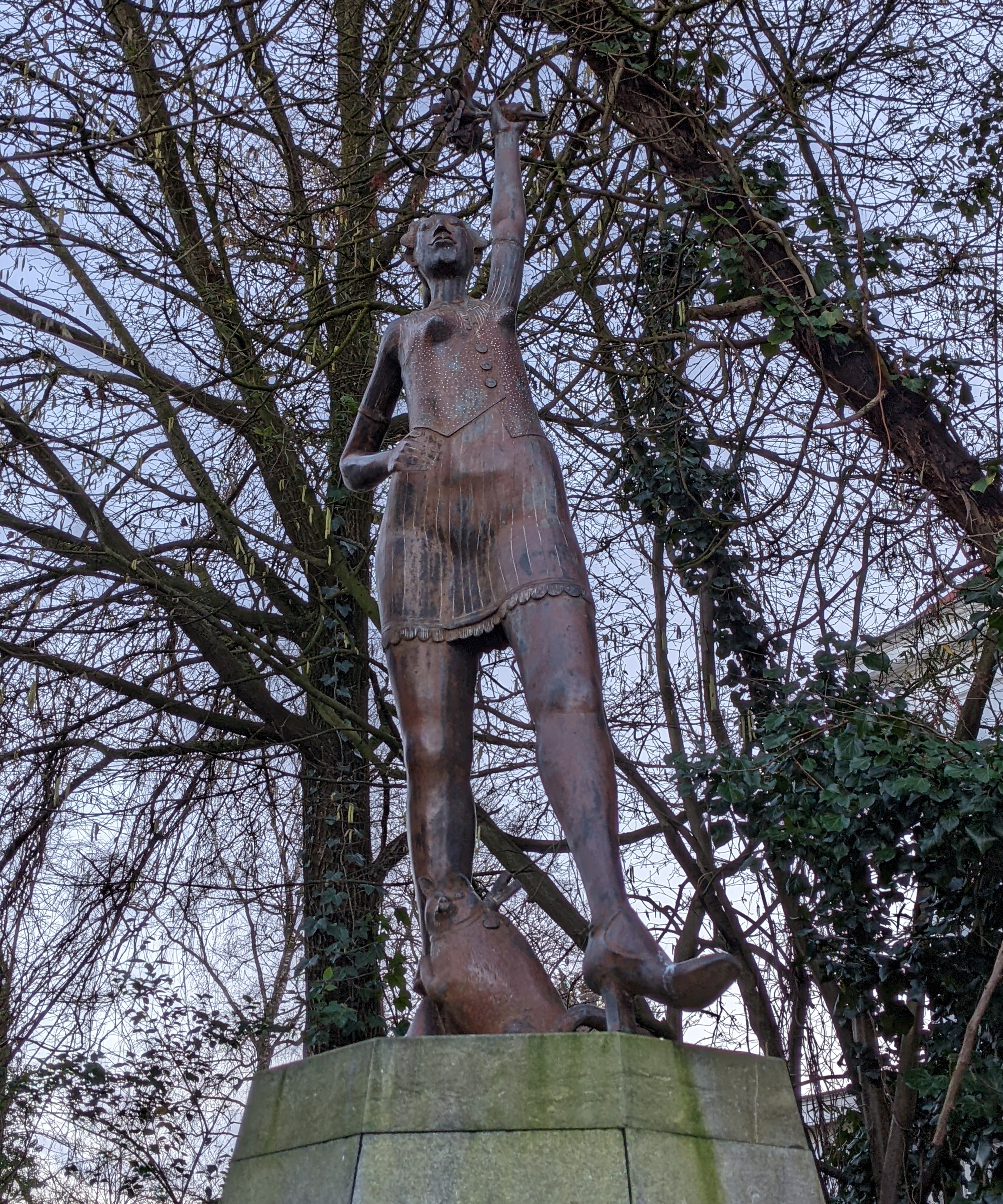
Vrouw met bloem

Margaretha „Marga“ Göbel-Carlier (* 2. Februar 1943 in Utrecht; † 16. Juli 2010 in De Steeg) war eine niederländische Bildhauerin.

## Leben und Werk
Marga Carlier wurde 1943 als Tochter des Künstlerpaares Henk M. Carlier (1911–1994) und Jo Mulder (1917–1972) in Utrecht geboren. Sie wuchs mit ihrer Zwillingsschwester Maria (1943–2019), die später als Textilkünstlerin und Malerin tätig war, in Lochem auf. Von 1960 bis 1965 studierte sie an der ArtEZ Academie voor beeldende kunsten Arnhem bei Cephas Stauthamer, Piet Slegers (1923–2016) und Auguste Manche. Einer ihrer Mitstudenten war Heinrich Wilhelm Christiaan „Henk“ Göbel (1941–2010). Von 1965 bis 1969 besuchte sie die Jan van Eyck Academie in Maastricht und wurde von Fred Carasso und Arthur Spronken unterrichtet. 1968 wurde sie mit dem Preis der Gemeinde Sittard ausgezeichnet. Sie war Mitglied im Culturele Raad Gelderland Arnhem, der Gemeenschap Beeldende Kunstenaars und im BKDoc Documentatiecentrum Gelderland.
Marga Carlier arbeitete als unabhängige Bildhauerin und fertigte Statuen und Kleinskulpturen aus Bronze, Holz und Keramik. Sie war verheiratet mit Henk Göbel und arbeitete bei einigen Projekten mit ihm zusammen. Nachdem in den 1970er Jahren lebensgroße Puppen aus Textil und Polyester von Marga Carliers Schwester Maria vom Museum Boijmans Van Beuningen gekauft und ausgestellt worden waren, erhielt diese Aufträge für Madame Tussauds in Amsterdam. Mit ihrer Schwester fertigte Marga Carlier lebensechte Figuren der „Zangeres zonder Naam“ Maria „Mary“ Servaes-Bey, von André van Duin und Willeke van Ammelrooy für das Wachsfigurenkabinett an. Zu Marga Carliers Motiven gehörten vielfach Vögel, weibliche Figuren und Tierdarstellungen. Sie schuf mehr als 2500 Werke. Eine Reihe von Statuen stehen im öffentlichen Raum. Dabei handelt es sich teils um Soloarbeiten, teils um Skulpturen, die sie gemeinsam mit ihrem Mann Henk Göbel schuf.
Marga Carlier stellte mehrmals aus, unter anderem in Doppelausstellungen mit ihrem Mann und ihrer Schwester. 1994 hatte sie eine Einzelausstellung im Gemeentehuis von De Steeg, im Jahr 2000 zeigte die von der Rhedense Stichting voor Kunst en Cultuur De Alliantie organisierte Ausstellung De meerwaarde ihre Arbeiten im Kunsthuis 13 in Velp und 2020 fand eine Retrospektive zusammen mit Werken von Maria Carlier im Stadshuus in Lochem statt.

## Werke im öffentlichen Raum (Auswahl)
- 1977: De vrouw, Roosendaal
- 1982: Vrouw met bloem, Kastanjelaan 13, Velp
- 1985: Vogels, Velp
- 1985: Rollend paard, Laag-Soeren (zusammen mit Henk Göbel)
- 1986: De hoefsmid, Wijchen (zusammen mit Henk Göbel)
- 1989: Fokhengst Amor, Heelweg, Oude IJsselstreek (zusammen mit Henk Göbel)[5]
- 1991: De vreugde van de oogst, Lienden (zusammen mit Henk Göbel)
- 1992: Poortwachter, Huissen (zusammen mit Henk Göbel)
- 1998: Totempaal, Dieren
- 2003: Winnetou, Ruurlo (zusammen mit Henk Göbel), 2013 gestohlen[3][6]

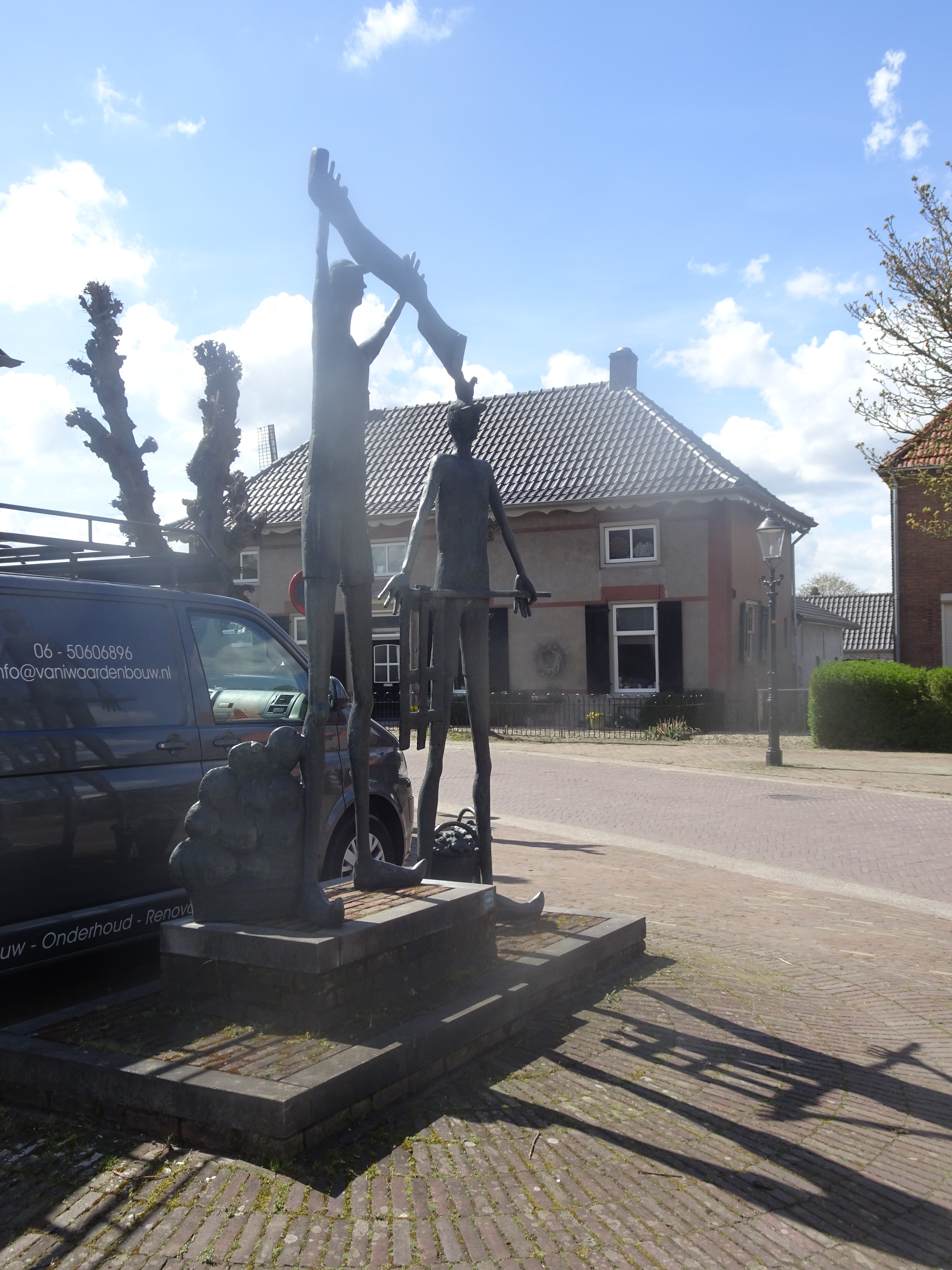
De vreugde van de oogst
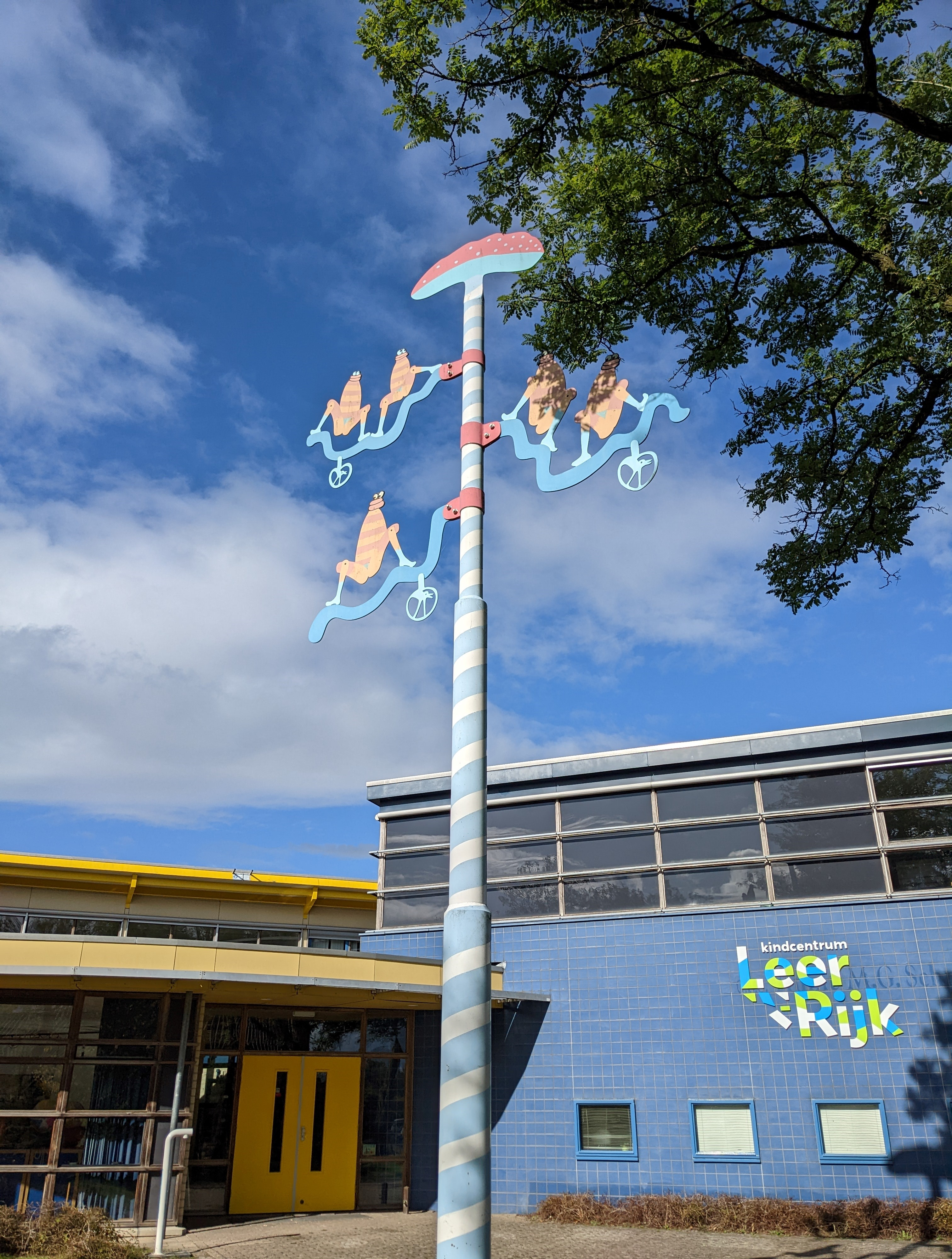
Totempaal
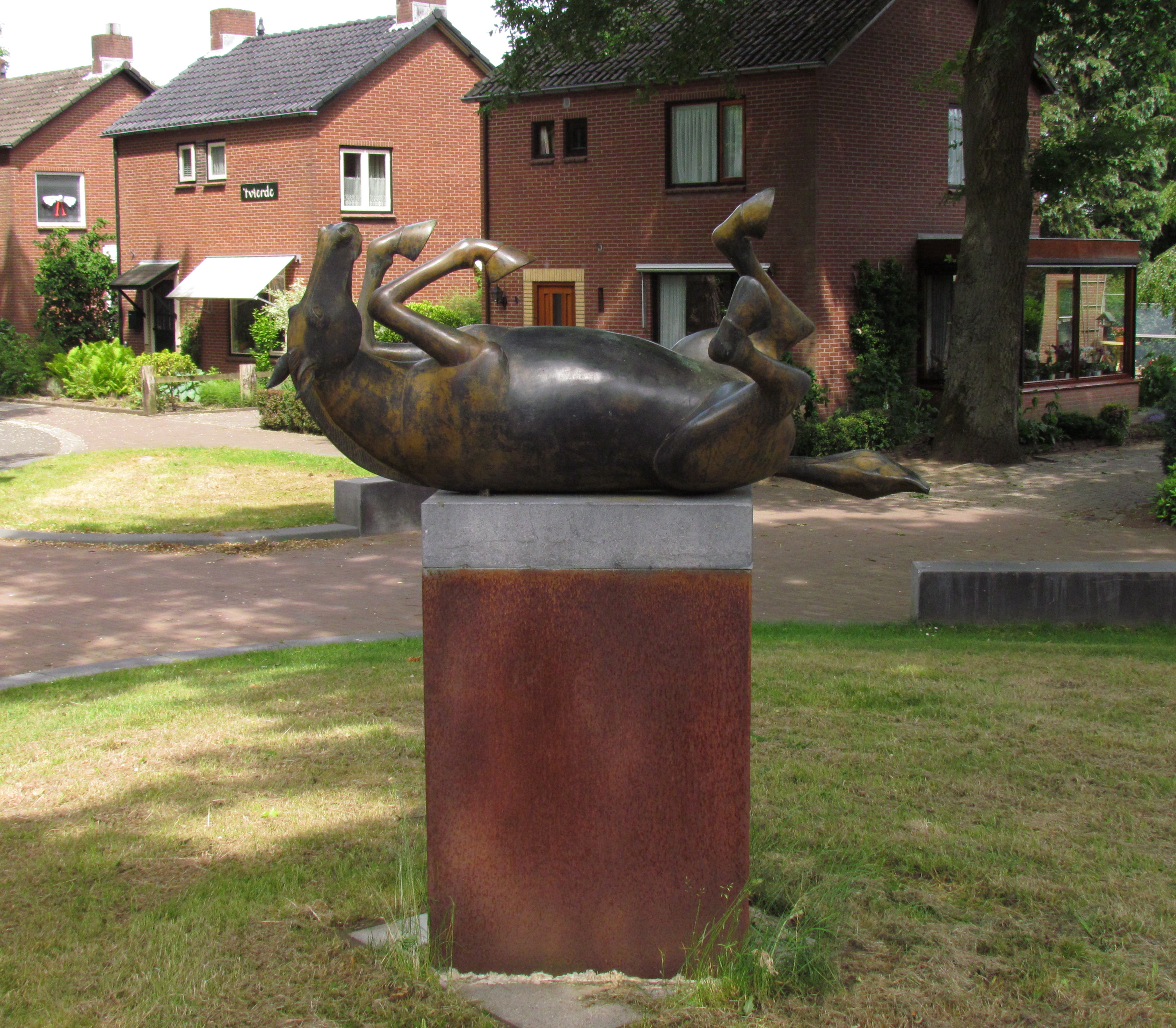
Rollend paard
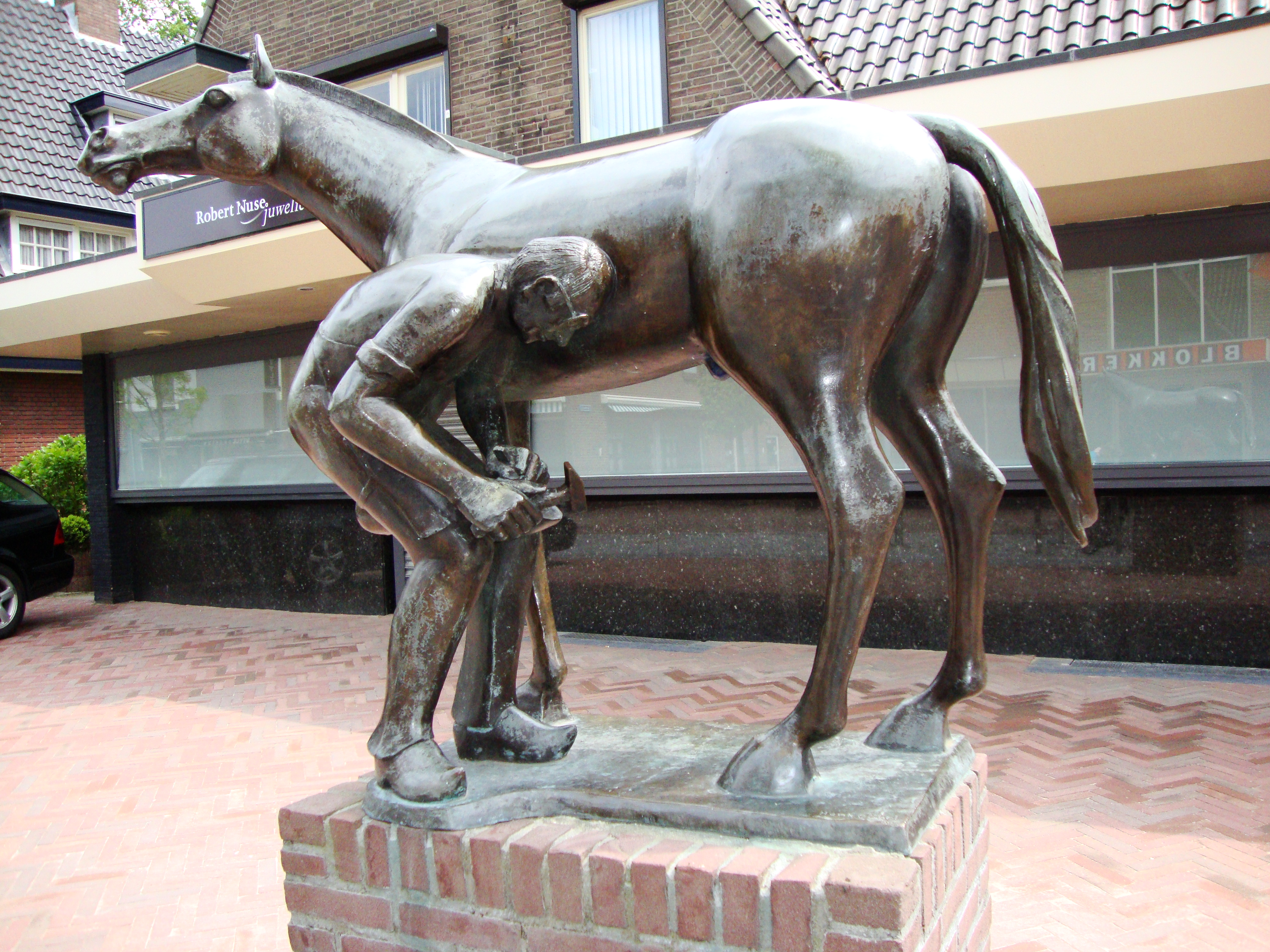
De hoefsmid
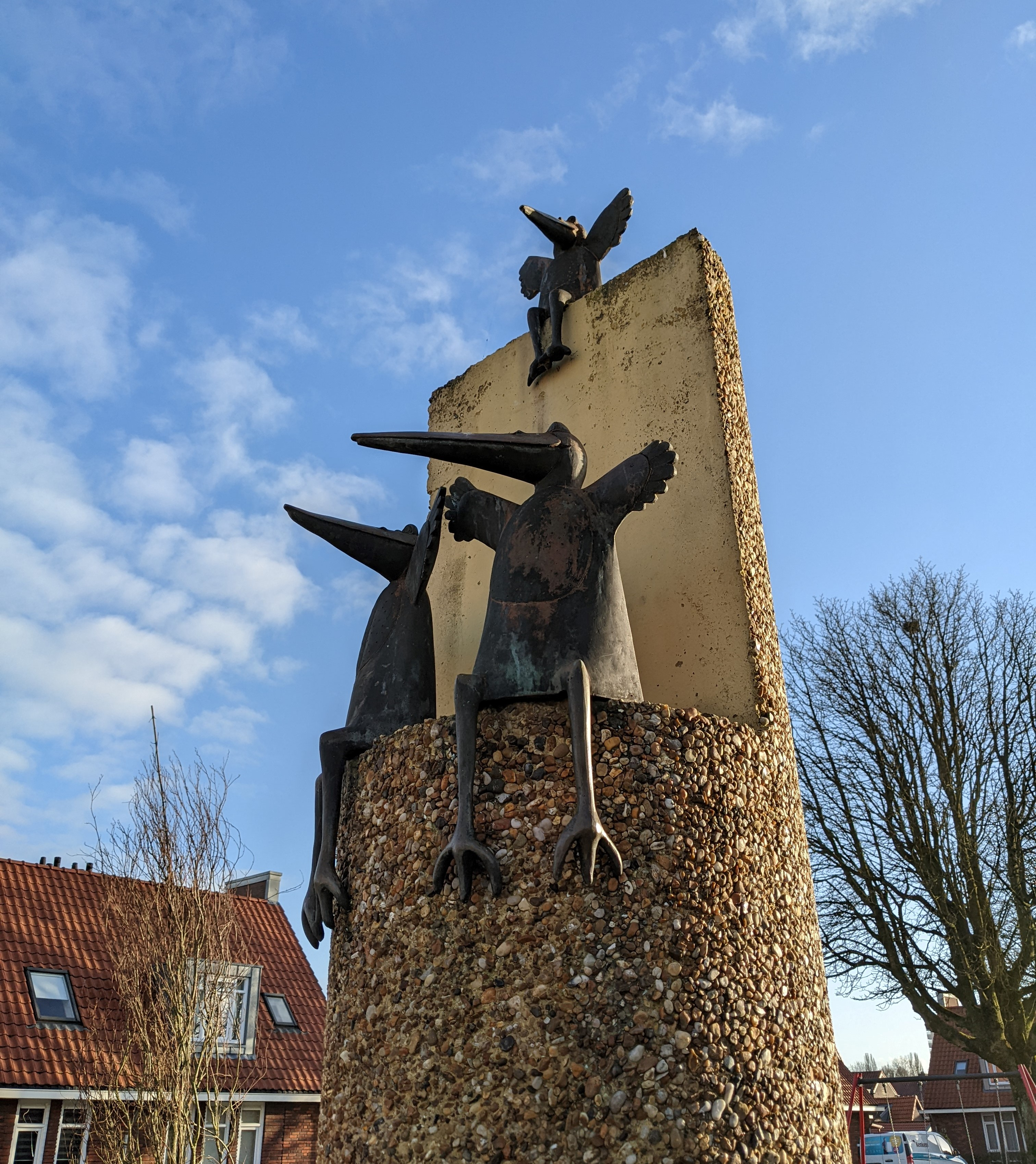
Vogels
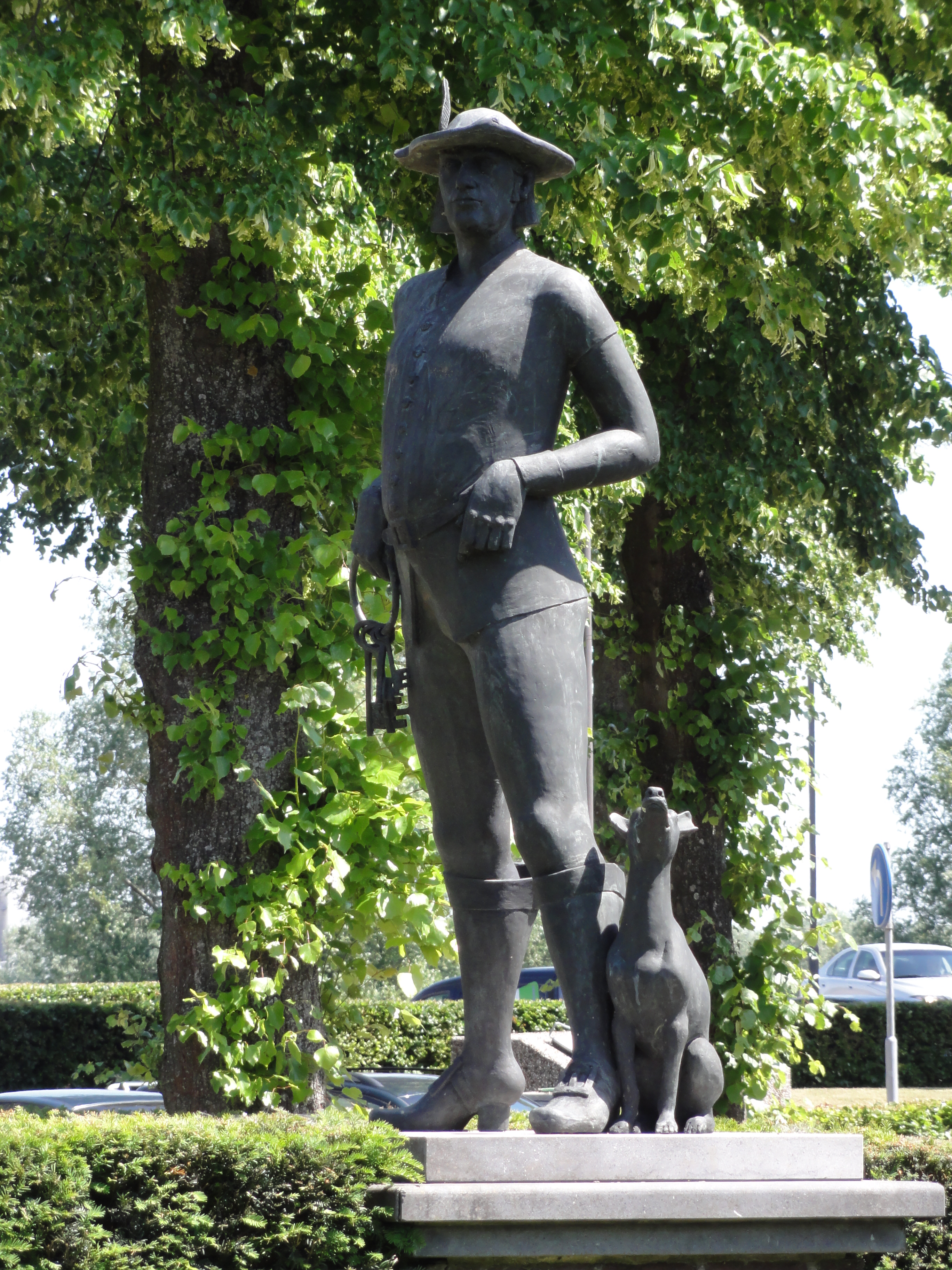
Poortwachter